# Does Humor Belong in Music?
A Does Humor Belong in Music? Frank Zappa 1984-es felvételeit tartalmazó koncertalbuma. Ez volt Zappa első lemeze, ami kizárólag CD-n jelent meg. Az album előtt jelent meg a hasonló című videó, de a két médiumon található számok (ha némelyikük címe azonos is) különböző felvételekről származnak.

## A lemezről
A lemezen Zappa a '84-es turné anyagaiból válogat, a felállás a 81-82-es csapatokhoz képest némileg megváltozott, hiányoznak a korábbi nagy formátumú zenészegyéniségek (Steve Vai, Tommy Mars), nem játszik ezen a turnén Ed Mann sem a Zappai hangzást korábban alapvetően meghatározó ütőhangszereivel, nagyon erős viszont a vokális vonal (az első néhány koncerten Napoleon Murphy Brock is a csapat tagja volt). Zappa ekkoriban kísérletezett a szintetizátorok, az elektronika adta lehetőségekkel, Chad Wackerman száraz, rideg hangú dobfelszerelését sok kritika érte.
A technika kínálta lehetőségeket Zappa a dalok összeválogatásában és vágásában is kihasználta: a lemezen részletes információk olvashatók arról, melyik dal (vagy dalrészlet) melyik koncertről származik (A "Let's Move To Cleveland" például öt különböző helyszínről).
A turné 20 éves jubileumi turné volt, a szűkösebb instrumentális lehetőségek ellenére az egyik legszélesebb repertoárral. Egyes koncerteken egy-egy szóló erejéig fellépett a 14 éves Dweezil Zappa is, itt a lemezt záró Whipping Postban hallható, amihez Zappa a következő megjegyzést fűzi a kísérőfüzetben: "Az utolsó turné utolsó száma". (Ez mégsem így lett – Zappa 1988-ban újra turnéra indult).
A CD első kiadása az akkori videóval megegyező borítóval jelent meg (Zappa fotójával), a későbbi 1995-ös kiadás ettől eltérő, Cal Schenker grafikájával készült borítóval jelent meg.

## Az album számai
A külön jelöltek kivételével minden darab Frank Zappa szerzeménye.
1. "Zoot Allures" – 5:26
2. "Tinsel-Town Rebellion" – 4:44
3. "Trouble Every Day" – 5:31
4. "Penguin in Bondage" – 6:45
5. "Hot-Plate Heaven at the Green Hotel" – 6:43
6. "What's New in Baltimore" – 4:48
7. "Cock-Suckers' Ball" (traditional, arr. Frank Zappa) – 1:05
8. "WPLJ" (Ray Dobard) – 1:31
9. "Let's Move to Cleveland" – 16:44
10. "Whipping Post" (Gregg Allman) – 8:23

## A zenészek
- Frank Zappa – szólógitár, ének
- Ike Willis – ritmusgitár, ének
- Ray White – ritmusgitár, ének
- Scott Thunes – basszusgitár, ének
- Bobby Martin – billentyűs hangszerek, ének
- Allan Zavod – billentyűs hangszerek
- Chad Wackerman – dobok

vendég:
- Dweezil Zappa – gitárszóló a "Whipping Post"-ban